# Komórka prezentująca antygen

Schemat komórek prezentujących antygen

Komórka prezentująca antygen, APC (od ang. antigen-presenting cell) – komórka, na której powierzchni znajdują się cząsteczki białek głównego układu zgodności tkankowej (MHC) klasy II. Wyróżnia się dwa podstawowe rodzaje komórek prezentujących antygen:
- profesjonalne
  - zdolne do pobudzenia dziewiczych limfocytów Th; zalicza się do nich komórki dendrytyczne
  - zdolne do prezentowania antygenów limfocytom T pamięci immunologicznej; zalicza się do nich makrofagi i limfocyty B
- nieprofesjonalne – komórki, na których powierzchni pod wpływem IFN-γ dochodzi do ekspresji MHC klasy II; najważniejsze z nich to astrocyty, fibroblasty i komórki glejowe.

Głównym zadaniem komórek prezentujących antygen jest pobudzenie swoistych antygenowo limfocytów Th, dzięki czemu może rozwinąć się swoista odpowiedź odpornościowa

## Funkcja komórek dendrytycznych
Komórki dendrytyczne uważane są obecnie za jedyne mogące dokonać primingu limfocytów, czyli pobudzenia tak zwanych komórek dziewiczych (które nigdy wcześniej nie zetknęły się z antygenem). Najważniejszą cechą komórek dendrytycznych jest ich zdolność do konstytutywnej ekspresji cząsteczek MHC klasy II oraz wytwarzanie, po rozpoznaniu sygnału niebezpieczeństwa, cząsteczek drugiego sygnału.
Komórki dendrytyczne mogą pobudzać zarówno limfocyty Th, jak i limfocyty Tc na drodze krzyżowej prezentacji antygenu. Dzieje się tak, gdyż wykazują one unikatową właściwość włączania danego antygenu zarówno w rowek cząsteczki MHC klasy I, jak i klasy II.
Jedna z populacji komórek dendrytycznych jest także podejrzewana o udział w utrzymywaniu się pamięci immunologicznej. Komórki dendrytyczne grudki mogą bowiem na swojej powierzchni utrzymywać przez szereg miesięcy iccosomy, czyli kompleksy własnego antygenu, które mogą ciągle pobudzać w pewnym stopniu układ odpornościowy.

## Komórki linii monocytarno-makrofagowej jako APC
Monocyty i makrofagi są niezwykle efektywnymi komórkami fagocytującymi, dlatego mają one możliwość rozłożenia pochłoniętych antygenów na pojedyncze peptydy, które następnie mogą być prezentowane z udziałem cząsteczek MHC klasy II limfocytom Th. W odróżnieniu od komórek dendrytycznych, komórki linii monocytarno-makrofagowej syntetyzują MHC klasy II dopiero po pobudzeniu, np. interferonem γ. Kiedy to jednak nastąpi, dzięki wysokiemu poziomowi cząsteczek MHC na powierzchni komórki są one stosunkowo wydajnymi APC. Monocyty i makrofagi produkują także cząsteczki drugiego sygnału, ale mogą pobudzać jedynie limfocyty T pamięci podczas odpowiedzi wtórnej.
Do najważniejszych komórek linii monocytarno-makrofagowej, które funkcjonują jako komórki prezentujące antygen, zalicza się:
- obecne we krwi monocyty
- znajdujące się w różnych tkankach makrofagi
- makrofagi strefy brzeżnej węzłów chłonnych i śledziony
- obecne w wątrobie komórki Kupffera
- komórki mikrogleju, znajdujące się w mózgu.

## Limfocyty B w roli APC
Limfocyty B także mogą pochłaniać antygen i prezentować go z udziałem cząsteczek MHC klasy II, przy czym zjawisko to może mieć dwojakie znaczenie:
- limfocyt B może uzyskać pomoc pod postacią cytokin i bezpośredniego kontaktu od limfocytu Th, dzięki czemu będzie przekształcał się w komórkę plazmatyczną i wyprodukuje przeciwciała;
- limfocyt B może pobudzić limfocyt Th pamięci, podobnie jak inne komórki prezentujące antygen.

Ta druga możliwość jest niezwykle przydatna podczas odpowiedzi wtórnej. Dzieje się tak dlatego, że w trakcie odpowiedzi odpornościowej pierwotnej dochodzi do dojrzewania powinowactwa przeciwciał wytwarzanych względem danego antygenu. Limfocyty B, które przetrwają odpowiedź pierwotną pod postacią komórek pamięci, mają więc na swojej powierzchni przeciwciała o wysokim powinowactwie do antygenu, mogą zatem wiązać go nawet wtedy, gdy jego stężenie będzie bardzo małe, niewykrywane jeszcze przez inne APC. W związku z tym limfocyty B mogą pobudzać komórki Th pamięci o wiele szybciej, niż pozostałe typy komórek prezentujących antygen i w związku z tym doprowadzić do szybkiego rozwoju odpowiedzi odpornościowej wtórnej.
Podobnie jak w przypadku innych nieprofesjonalnych komórek prezentujących antygen, limfocyty B nie wytwarzają konstytutywnie MHC klasy II - pojawią się one na powierzchni komórki dopiero po związaniu i pochłonięciu patogenu, ewentualnie w wyniku działania cytokin.

## Komórki okazyjnie funkcjonujące jako APC
Wymienione wyżej typy komórek sprawują funkcję APC stosunkowo często, a w każdym razie funkcje takie są jednymi z ich głównych zadań. Niektóre komórki organizmu, które standardowo nie są zaliczane do komórek prezentujących antygen, także, w odpowiednich okolicznościach, mogą wykazywać ekspresję cząsteczek MHC klasy II oraz drugiego sygnału. Niezbędna jest wcześniejsza aktywacja tych komórek, np. za pomocą cytokin lub innych czynników. Przykładami takich fakultatywnych APC mogą być komórki śródbłonka, fibroblasty czy astrocyty, ale lista jest o wiele dłuższa. Warto zwrócić uwagę na fakt, że takie nietypowe APC często biorą udział w różnych procesach patologicznych, np. astrocyty są związane z mózgowymi powikłaniami towarzyszącymi malarii, a grudkowe komórki tarczycy z chorobą Gravesa-Basedowa.